# Хилсдејл (Мисури)
Хилсдејл (енгл. Hillsdale) град је у америчкој савезној држави Мисури.

## Демографија
По попису из 2010. године број становника је 1.478, што је 1 (0,1%) становника више него 2000. године.
| Група             | 2000.         | 2010.         |
| Белци             | 57 (3,9%)     | 31 (2,1%)     |
| Афроамериканци    | 1.409 (95,4%) | 1.418 (95,9%) |
| Азијати           | 1 (0,1%)      | 0 (0,0%)      |
| Хиспаноамериканци | 2 (0,1%)      | 17 (1,2%)     |
| Укупно            | 1.477         | 1.478         |